# Isla Zhoushan
La isla Zhoushan (en chino, 舟山岛; literalmente, ‘montaña de barco’, por su particular forma) es la isla principal del archipiélago homónimo de las islas Zhoushan, que depende de la ciudad-prefectura de Zhoushan, provincia de Zhejiang, República Popular de China. Es la isla más grande de la provincia, y la tercera en la China continental (después de Hainan y de Chongming). La isla es el asiento tanto del distrito Dinghai como Putuo.
Tiene una circunferencia de 170,16 km, con una longitud máxima de 44 km y una anchura máxima de 18 km. Su superficie es de 502,65 km² (incluida la zona de marea). Su punto más cercano a la costa está a 9,1 km de la China continental. El punto más alto tiene una altitud de 503,6 m.

## Subdivisiones
En la isla viven 440.000 personas, la mayoría Han, en 150.000 familias de las siguientes 17 subdivisiones de los distritos Dinghai y Putuo ambos en la Isla Zhoushan:
| 10 subdistritos: - Jiefang (hanzi:解放, en dialecto Zhoushan:Kafo), distrito sede de Dinghai - Changguo (昌国,Tshokoh), antiguo municipio sede de Zhoushan - Huannan (环南,Guenei) - Chengdong (城东,Djinton) - Yancang (盐仓,Yitsho) - Lincheng (临城,Lindjin)，nuevo municipio sede de Zhoushan - Shenjiamen (沈家门,Shinkomen), distrito sede de Putuo - Goushan (勾山,Keusae) - Donggang (东港,Tonko) - Zhanmao (展茅,Cimao) | 6 ciudades: - Baiquan (白泉,Bahdzoe) - Shuangqiao (双桥,Sodjio) - Maao (马岙,Moao) - Cengang (岑港,Dzenko) - Ganshilan (干石览,Kilae) - Xiaosha (小沙,Shioso) 1 municipio: - Beichan (北蝉,Pohzoe) |